# SV Estrella
SV Estrella (vollständiger Name: Sport Vereniging Estrella) ist ein im Jahr 1948 gegründeter Fußballverein aus Santa Cruz auf der Insel Aruba. Der Verein konnte bislang zwölf Mal den Meistertitel von Aruba erringen, zuletzt in der Saison 2005/06. Zudem gewann der Verein in der Saison 1970 die Kopa Antiano. In der Saison 2017/18 nimmt die SV Estrella an der Division di Honor, der höchsten Spielklasse des Fußballverbands von Aruba teil.

## Erfolge
- Kopa Antiano[1]

Meister: 1970
- Division di Honor[2]

Meister: 1968/69, 1973, 1977, 1985, 1988, 1989, 1990, 1992, 1996, 1998, 1999, 2005/06